# 阿列克谢·列别德
阿列克谢·伊万诺维奇·列别德（俄语：Алексей Иванович Лебедь，1955年4月14日—2019年4月27日），苏联及俄罗斯政治人物。军人出身。俄罗斯联邦哈卡斯共和国首脑（1997年－2009年）。

## 生平
1955年4月14日出生于罗斯托夫州新切爾卡斯克。是亞歷山大·伊萬諾維奇·列別德的弟弟。
1976年至1979年，在苏联武装力量白俄罗斯军区、列宁格勒军区和西伯利亚军区等地服役。1979年至1982年，参与阿富汗战争，历任侦察连连长、空降兵营营长。1989年毕业于伏龙芝军事学院。
1991年5月，被任命为驻基希讷乌空降兵第300独立团团长。1992年，移驻哈卡斯共和国阿巴坎市。
1995年12月，当选俄罗斯联邦国家杜马议员，任国家杜马独联体事务委员会军事和边界分委会主席。同年不再担任团长。1996年退役。同年12月当选哈卡斯共和国主席（行政长官）；2000年12月，以超过70%的选票连任。
2002年春，他的兄长，克拉斯诺亚尔斯克边疆区区长亞歷山大·伊萬諾維奇·列別德因飞机失事身亡。他宣布参加该边疆区区长选举。同年8月，宣布退出竞选。
2004年12月第三次连任哈卡斯共和国主席。2009年1月14日宣布辞职。
2005年加入统一俄罗斯党，2011年宣布退出。并宣布将代表俄罗斯联邦共产党的共和党名单参选国家杜马议员。同年11月，因身体原因撤销计划，并宣布退出政坛。
2019年4月27日去世。4月30日葬于霍万斯基公墓。

## 荣誉
- 红星勋章
- 勇敢奖章
- 哈卡斯功勋勋章
- 苏联武装力量六十周年奖章
- 苏联武装力量七十周年奖章
- 一至三级圓滿服役獎章